# Gustave Le Bon
Gustave Le Bon, régies, magyarosított formában Lebon Gusztáv (Nogent-le-Rotrou, 1841. május 7. – Marnes-la-Coquette, 1931. december 13.) francia szociálpszichológus, szociológus, antropológus és amatőr fizikus, a tömegpszichológia egyik megalapozójaként tartják számon. Számos könyv szerzője, melyekben a nemzeti jellemvonással, a faji felsőbbrendűséggel, hordaviselkedéssel valamint a tömeglélektan jelenségeivel foglalkozik.

## Élete és művei
Le Bon megélte az 1848-as februári forradalmat és az 1871-es kommünt. Mindkét esemény nyilvánvalóan központi hatással volt keletkező műveire. Az orvosi egyetem elvégzése után 1870-ben katonai orvos lett, majd 1881-től különféle utazásokon vett részt, így eljutott Észak-Afrikába és Indiába is, ahol legfőképp a néptan keltette fel érdeklődését.
1881 és 1891 között számos művet jelentetett meg, melyekben az antropológiával, régészettel és népkutatással, valamint olyan kutatásokkal foglalkozott, melyekben anyagokat és áramot alkalmazott és különböző feljegyző készülékeket állított elő. 1894 és 1903 között tanulmányokat írt a népekről, csoportokról és a tömegről. Fő művét a „A tömegek lélektana” címmel 1895-ben adta ki, mely kora legbefolyásosabb szociológusává tette. Idős korában intenzíven foglalkozott az emberek katalogizálásával, mely során hierarchiákat állított fel rasszok, nem, intelligencia és politikai irányzat szerint.

## Koncepció
A modern pszichológia a csoportok hatásával először az organizálatlan csoportokon keresztül találkozik. A 19. és a 20. század fordulóján Le Bon, majd mások megdöbbenve találkoztak a modern nagyvárosi élet tömegmozgalmainak jelenségeivel. A tüntetésekkel, a rendőrök és a tüntetők találkozásával, és ennek kapcsán az elszemélytelenedéssel, a szélsőségekre való hajlamokkal a tömegben.
Általánosságban véve Le Bon fő művében feltűnik, milyen negatívan értékeli a tömeget és annak viselkedését. Gyakori motívum a lenézés az elitista konzervatív francia művelt polgárságával szemben, ami egy kicsit a plebejusokra és az uralkodó szocialista elképzelésekre is vonatkozik, valamint kulturálisan pesszimistának hathat, hogy szerinte a tömeg, amit ő túlnyomóan pusztítónak vél, a politikának csak egy bizonyos része lesz, nem lesznek többé arisztokraták és elitek. Ezért a tényért bevezető fejezetében: A tömeg ideje címmel kifejezetten sajnálatát fejezi ki. A modern politika és a tömegstruktúra meglétével sem tud mit kezdeni, mivel úgy véli, hogy a törvények és az intézmények a tömeg viselkedésére nem gyakorolnak számottevő befolyást.
Előszavában Le Bon kiáll amellett, hogy az emberek tettei során a tudattalan központi szerepet kap. A mű nemcsak a konformitás, az elidegenedés és a vezetés témakörökkel foglalkozik, hanem a tömeg tulajdonképpeni értelmével. Le Bon azon a véleményen van, hogy az egyén, még ha a magasan fejlett kultúra tagja is, a tömegben elveszti a kritikához való érzékét és gyakorlatilag akár primitív, barbár módon is viselkedhet. A tömegszituáció során az egyén hiszékeny és alul marad a pszichikai megfertőzéssel szemben. Ezért a vezetőknek könnyű irányítani a népet.
Le Bon mindenekelőtt azt ábrázolja, hogy a politikai vélemények, ideológiák, vallási tanok a tömegnél bemenetet és elterjedési lehetőséget találhatnak. Szerinte a tömeg könnyen befolyásolható, valamint leírja, hogy hogyan keletkeznek a nélkülözhetetlen vezetők, milyen tulajdonságokkal kell rendelkezniük, hogyan fejlődnek és mennek tönkre és hogy hol vannak a befolyásolhatóság határai. Hangsúlyozza az értelem, a tanítás és a nevelés alacsony befolyását, valamint a hajlamot a vezérszó, a gesztus és a megtévesztés használására. Művének végén Le Bon további különféle, speciális tömegeket ír le igen kritikus szempontból: esküdtek, választások, parlament.

## Központi tömeglélektani állítások

### A tömeg fajtái

#### A) Különféle tömegek
- 1. Névtelen tömeg (utcai csoportok stb.)
- 2. Nem névtelen tömeg (parlament stb.)

#### B) Hasonló tömegek
- 1. Szekták (politikai, vallási, egyéb)
- 2. Kasztok (katonai)
- 3. Osztályok (polgár)

### A tömeg jellege, funkciója és értékelése
- Egy tömeg alapvetően impulzív, mozgékony, ingerlékeny, befolyásolható, hiszékeny, megszállottja a túlzott és zseniális gondolatoknak, intoleráns és diktatórikus.
- A tömegek alapjában véve ötleteket és kulturális célokat továbbítanak, mely csak kevesek számára realizálódik, de ők így távolságot tarthatnak a tömegtől.
- Az egyén a tömegben csak a csúcsra felemelkedni vagy a mélybe lesüllyedni tud.
- A tömeg eredete a „tömeg lelke”, ami másfelől egy „faj lelkéből”, mint közös, öröklött szubsztrátumból származik.
- Angolszász tömegek máshogy reagálnak, mint az újlatinok, gyakran mutatnak ellentétes reakciót.
- A modern tömegek leginkább korlátlan egoizmussal jellemezhetőek, ami bomlást és szellemileg hiábavaló csőcselékuralmat von maga után.
- A keletkező tömegek korszaka amiatt értékelhető negatívan, mivel az eddigi nagy hatalmú tömegek már nincsenek összekötve ideálok, hagyományok és intézmények szempontjából.

### Befolyásolhatóság és hiszékenység
- A tömegek tagjai elvesztik kritikusi képességeiket, amelyekkel mint individuum rendelkeznek. Személyiségük elenyészik.
- A tömeg nem különböztethető meg a tárgytól és a személyes dolgoktól.
- Könnyen áldozatul esik a lelki élet befolyásolásának, mely a hipnózis hatásához hasonlítható; könnyen irányíthatóvá válik.
- Fogékony a legendákra, melyek legtöbbször hősies vezetőkről és eredményekről szólnak.
- A véleményépítés a tömegben lelki fertőzésen keresztül történik.

### Intelligencia, érzelmek és egyoldalúság
- A tömeg kis mértékben intelligens.
- Egyoldalúan nyersen gondolkodik, differenciálja a jót a rossztól.
- A tömeg nem gondolkodik logikusan, hanem képekben, melyeket gyakran egyszerű szimbólumképekből hív elő.
- A tömeg könnyen izgatható, befolyásolható és kötetlen. Érzelmei egyszerűek.

### A tömeg megítélése, kezelése és meggyőzése
- A tömeg általánosságban véve nagyon konzervatív.
- A tömeg nem győzhető meg logikus érveléssel, csak érzelmivel.
- A tömeg néha-néha önzetlenül viselkedik, adott esetben erényesen, vagy hősiesen, gyakran túláradóan.
- A tömeg türelmetlen és uralkodni vágyó.
- A tömeg kegyetlenné válhat.
- A tömeg alapmeggyőződései csak nagyon lassan változnak.
- Egy tömeg morális megítélése független a származástól, vagy a tagok intellektusától.
- A tömeg az egyedi esetekről elhamarkodott általánosítások alapján ítélkezik.
- Meggyőződéseik gyakran alapulnak vallásos vonalakon és gyakran eszményképeken nyugszanak.

### A tömegek vezetői
- A vezetők és az ötletek karizmatikus tulajdonságokkal jellemezhetőek.
- Vezető nélkül olyan a tömeg, mint a nyáj pásztor nélkül.
- A vezető nem gondolkodó, hanem inkább a tettek embere.
- A vezetők gyakran szónoki tehetségükön keresztül hatnak. A nagy vezetők képesek egy gondolatot felébreszteni és azzal egész népeket kormányozni.
- A vezető hatalom gyakran erőszakos.
- A vezetőknek két típusa létezik: rövid távon eredményes és hosszú távon eredményes. Ez akaratának kitartásától függ.
- A vezetők három módszer segítségével fejlődhetnek: kijelentés, ismétlés és közvetítés.
- Amennyiben egy vezető nem sikeres, gyorsan elveszti hírnevét.

Mindezeket az állításokat Le Bon számtalan történelmi példával támasztotta alá, mindenekelőtt az antik korból, a francia forradalomból, Napóleon idejéből, valamint a 19. századbeli Franciaország történelméből.

## Hatása
Le Bon műve nagy példányszámot ért el és 10 nyelvre fordították le. A 20. század első harmadában a tömeglélektan alapművének számított, és befolyással volt Weber és Sigmund Freud munkásságára is.
Freud 1921-22-ben megjelent műveiben intenzíven foglalkozik a tömegpszichológia és az én-analízis jelenségeivel, habár Le Bon egyes pontjaival (például a vezető és a természet viszonyával) nem értett egyet. Alexander Mitscherlich és Margarete Mitscherlich sokat foglalkoztak a vezetőről alkotott elméletével.
A 20. század első felében munkáit felhasználták olyan médiakutatók is, mint Hadley Cantril és Herbert Blumer, az alárendelt csoportok médiára adott reakciójának elemzése során.

## Le Bon, a fizikus
Közreműködött a természetes anyagokról és a természetes energia felhasználásáról szóló vitában. Az anyag evolúciója című könyve Franciaországban nagy sikereket ért el (12 átdolgozott kiadást adtak ki), pár elméletét – különösen, hogy minden anyag alapvetően instabil, folyamatosan és lassan alakulnak át nehezen megfogható anyagokká – az akkori időben élt fizikusok előszeretettel használták, konkrét megfogalmazásaira nem vetült nagy figyelem. 1896-ban felfedezte a „fekete fénynek” nevezett sugárzási formát.

## A rassz fogalma Le Bon értelmezésében
A rassz Le Bon szerint nemcsak pszichológiai, hanem anatómiai sajátosságokkal is rendelkezik. Ehhez jönnek további karakterisztikus tulajdonságok, amik a környezettől függnek. Le Bon megkülönbözteti a „feljebb álló rasszokat az alacsonyabb rasszoktól” az alapján, hogy előbbiek egy bizonyos mennyiség tekintetében fejlettebb agyat tudhatnak magukénak, mialatt az alacsonyabb rasszokhoz tartozók ugyanolyanok. Minél magasabbra emelkedik egy rassz a „kultúra létráján”, annál jobban fáradoznak majd tagjai, hogy egymástól elkülönüljenek.
Mindenféle háború alapjában véve a rasszok háborúja. Egy rassz képe Le Bon szerint a „közös lelket jelenti”. Ezt csak évszázados igyekezet és egy egyhangú jelenlét ugyanabban a környezetben teszi lehetővé. A közös lélek elnyerése a népnek „nagyságának legmagasabb csúcsát” jelenti. A rasszok hosszú időn át fejlődnek, de könnyen tönkre is mehetnek. Az új környezethez való gyors alkalmazkodás csak az újabb rasszoknak lehetséges.

## Főbb művei
- Az ember és a közösség, 1881
- Az arabok kultúrája, 1884
- A régi India története, 1887
- Kelet korai kultúrája, 1889
- A népfejlődés pszichológiai alaptörvényei, 1894
- A tömegek lélektana, 1895
- A szocializmus pszichológiája, 1898
- A nevelés pszichológiája, 1902
- A francia forradalom, 1903
- A forradalmak pszichológiája, 1903

Az eredeti kiadások címeinek magyar nyelvű fordítását adjuk, de valójában magyar nyelvre csak néhány fontos művét fordították le.

### Magyarul
- A tömegek lélektana (Psychologie des Foules); ford. Balla Antal ; Franklin, Bp., 1913 (Kultúra és Tudomány) – hasonmásban: 1993
- Múlt és jövő. Gondolatok a világháborúról, békéről s a népek és a kultúra sorsáról; ford., bev. Wildner Ödön; Franklin, Bp., 1920 (Kultúra és Tudomány)
- Az igazságok élete (La vie des vérités); ford. Benedek Marcell; Dick, Bp., 1920
- Vélemény és hit keletkezése és fejlődése; ford. Arányi István; Franklin, Bp., 1925 (Kultúra és Tudomány)
- Új idők pszichológiája (Psychologie des temps nouveaux); ford., bev. Strém Géza; Révai, Bp., 1928 (Világkönyvtár)
- A tömegek lélektana; ford. Balla Antal; Belső Egészség, Onga, 2012
- A tömegek lélektana; ford. Balla Antal, szerk., szöveggond., jegyz. Szakács Árpád; Kárpátia Stúdió, Köröstarkány–Balatonfőkajár–Bp., 2022